# Jules Unlimited
Jules Unlimited is een Nederlands educatief wetenschappelijk programma dat oorspronkelijk van 1989 tot 2004 werd uitgezonden en in 2017 terugkeerde op televisie. In het programma doen de presentatoren wetenschappelijke experimenten en proberen ze extreme sporten en hobby's uit.
Het programma is opgebouwd uit drie onderdelen die in elkaar zijn gevlochten. Zo wordt in het begin het hoofdonderwerp geïntroduceerd, afgewisseld met de twee overige onderwerpen.

## Presentatoren
- Annette van Trigt (1990)
- Jan Douwe Kroeske (1990-1999)
- Pien Savonije (1990-1991)
- Pieter Jan Hagens (1990-1994)
- Mieke van der Weij (1990-1993)
- Ivette Forster (1994-2001)
- Menno Bentveld (1996-2005)
- Paul Luycx (2000-2005)
- Lottie Hellingman (2001-2005)
- Eva Koreman (2017)
- Maurice Lede (2017)
- Jamie Trenité (2017)

12 steden, 13 ongelukken · Alles draait om geld · Bergen Binnen · Büch's Boeken · Buitenhof ** · Bureau Kruislaan · Cabaret & Co · Comedytrain presenteert · Deadline · Dr. Ellen · Ernstige Delicten · Factor Giel · Gebak van Krul · GIEL · Herexamen · Hoe bestaat het · Hof van Joosten · Hollands Hoop · In goed gezelschap · Is dat eigenlijk wel zo? · Jules Unlimited · Kanniewaarzijn · Kassa · Kassa 3 · Kinderen geen bezwaar · Kinderen voor Kinderen · Kopspijkers · Kun je het al zien? · Het Lagerhuis · Langs de Leeuw · Langs Sint en De Leeuw · De leugen regeert · Lieve Paul · Lieve Paul & Sint · MaDiWoDoVrijdagshow · De Mega Mike & Mega Thomas Show · Mooi! Weer De Leeuw · Mooi! Weer de Sint · Nieuwslicht · NOVA * · Oppassen!!! · Overspel · Panache · PAU!L · PAU!L en Sint! · Pauls Kadoshow · Pauls Puber Kookshow · Pauw & Witteman · Per Seconde Wijzer · Sint & De Leeuw · Shouf Shouf! · The Sopranos · Stellenbosch ** · Studio Spaan · Thank God It's Friday · Twee voor twaalf · Unit 13 · De verrukkelijke 85 · Vroege Vogels TV · Vuurzee · Waltz ** · De Wereld Draait Door · De wereld van Boudewijn Büch · Wie steelt mijn show? · X De Leeuw · Zembla

*: In samenwerking met NPS en NOS     **: In samenwerking met AVROTROS en VPRO